# North of the Rio Grande (film 1922)
North of the Rio Grande è un film muto del 1922 diretto da Rollin S. Sturgeon.

## Trama
Bob, figlio del colonnello Haddington, parte alla testa di una spedizione punitiva contro una banda di fuorilegge. Durante la sua assenza, i banditi assaltano il ranch, rubano uno dei suoi purosangue e uccidono suo padre. Bob giura vendetta e costituisce una banda che agisce al limite della legalità. Diventato amico di padre Hillaire, alla missione conosce Val Hannon, figlia di uno dei più ricchi proprietari del posto.
Bob viene sospettato di essere il temuto Black Rustler, un fuorilegge che agisce nella zona. Ma lui scopre che il colpevole della morte del padre è proprio Hannon, il padre di Val. Decide allora di lasciar perdere la sua vendetta. Ma, lungo la strada, si imbatte in Hannon, ferito. Hannon, in punto di morte, confessa la verità alla figlia. Bob, intanto, è stato catturato e sta per essere impiccato come bandito. Val, cavalcando disperatamente, riesce ad arrivare in tempo a salvare l'innamorato.

## Produzione
Il film fu prodotto dalla Famous Players-Lasky Corporation. Venne girato a Mormon Flats, in Arizona.

## Distribuzione
Distribuito dalla Paramount Pictures e dalla Famous Players-Lasky Corporation, il film - presentato da Jesse L. Lasky - uscì nelle sale cinematografiche USA il 14 maggio 1922. All'inizio, la pubblicità accreditò Joseph Henabery come regista.